# Daúd Gazale
Daúd Jared Gazale Álvarez (Los Álamos, Región del Biobío, Chile; 10 de agosto de 1984) es un futbolista chileno de ascendencia palestina que se desempeñaba como delantero. Su último club fue el Lautaro de Buin.

## Trayectoria
Gazale inicia su recorrido futbolístico en el Club Deportes Concepción, debutando en el año 2004 donde juega poco por su poca regularidad en sus rendimientos. En el año 2007 adquiere más continuidad y se empieza a consolidar en el club. El primer semestre de 2008 fue redondo en lo personal ya que se convierte en la figura del equipo. Sin embargo, por problemas económicos del club, la institución sufre una quita de puntos y la misma mantenía deudas con el jugador. Por estos motivos, para el segundo semestre decide emigrar.
Tuvo muchas ofertas, como del Paris Saint-Germain de Francia y el Real Betis de España y a eso hay que sumarle los tres clubes más grandes de Chile, Universidad Católica, Universidad de Chile y por último Colo-Colo. Finalmente este último club pagó 400 mil dólares por hacerse de los servicios del jugador extendiendo por 4 años el contrato del jugador.
Ya en Colo-Colo en el segundo semestre del 2008 juega siempre y hace algunos goles de gran importancia y es así que logra el primer título en su carrera con el club saliendo campeón del Torneo Clausura 2008. El año 2009 fue de dulce a agraz, ya que el primer semestre no logra clasificar con el club a los Play-Offs del Apertura 2009. El segundo semestre si bien jugó poco, su equipo se consagra campeón otra vez del Clausura 2009.
El 2010 no es considerado por el técnico Hugo Tocalli y es enviado en calidad de préstamo al Club Deportivo Huachipato, donde no tuvo los rendimientos que se esperaban de él pero siendo regular a lo largo del torneo. Su equipo estuvo cerca de consagrarse en la Liguilla Pre-Libertadores 2010.
Para el primer semestre del 2011 vuelve del préstamo de Huachipato a Colo-Colo donde en el Torneo Apertura 2011 empieza jugando a gran nivel pero una lesión de desgarro fibrilar que lo que lo margina por un mes de las canchas. Después del mes de recuperación vuelve con malos rendimientos por lo que deciden no renovarle contrato con la institución y es desvinculado del club.
Tras un inesperado primer semestre se le da una oportunidad de oro llegando a Universidad Católica donde sus objetivos fueron ganarse un puesto y lograr ser campeón. Tiene una mala Copa Sudamericana 2011 y Clausura 2011, pero no obstante es el jugador clave en la final de la Copa Chile de ese mismo año.
Luego de estar un año más en Universidad Católica, aunque después de estar casi toda la temporada en la banca, decide aceptar una oferta desde el Viejo Continente convirtiéndose así en nuevo jugador del Otelul Galati de Rumania donde jugaría UEFA Europa League. Sin embargo actuó pocas veces y decidió regresar a una liga donde pudiera jugar más minutos. Debido a una deuda que el club mantenía con él, Gazale rescinde su contrato para poder emigrar.
Luego de quedar en condición de libre, decide firmar con los Dorados de Sinaloa, club de la Segunda División de México donde militó hasta mediados del 2014.
En julio de 2014 se anuncia su incorporación a la Asociación Atlética Argentinos Juniors debido a su amistad con el entrenador Claudio Borghi. Su equipo, en el Campeonato de Transición 2014 ascendería a la Primera División del Fútbol Argentino. Gazale jugó solo 1 partido y luego fue separado del plantel con la conducción técnica de Néstor Gorosito debido a la mala relación que había entre ellos.
El 20 de febrero de 2015 se incorpora al Club Atlético Nueva Chicago de la  Primera División de Argentina debido a la lesión del enganche Christian Gómez. Esta fue la primera experiencia del jugador en la elite argentina. Debutó en la derrota de su equipo frente a Gimnasia La Plata por 2 a 1 en la fecha 5. El 1 de octubre de 2015 rescindió contrato de común acuerdo, cobrando hasta el último día trabajado en el club.

## Selección nacional
La primera participación de Gazale con Chile fue en la Selección Sub-23 dirigida por Eduardo Berizzo donde participó en la Copa Intercontinental de Malasia Sub-23 de 2008 marcando un gol en el certamen.
Ya en la selección adulta de Chile es parte de las Eliminatorias Sudamericanas para la Copa Mundial de Fútbol de 2010 jugando un partido en el certamen. Además fue parte de varios amistosos donde ha sido considerado bastante entre 2009 y 2011.

### Participaciones en Copas Amistosas Juveniles
| Copa                                 | Sede    | Resultado |
| ------------------------------------ | ------- | --------- |
| Copa Intercontinental Sub-23 de 2008 | Malasia | Semifinal |

### Participaciones en Copas Amistosas Adulta
| Copa            | Sede  | Resultado |
| --------------- | ----- | --------- |
| Copa Kirin 2009 | Japón | 2° lugar  |

### Participaciones en Eliminatorias
| Eliminatorias                    | Equipo            | Resultado       |
| -------------------------------- | ----------------- | --------------- |
| Eliminatorias Sudamericanas 2010 | Selección Chilena | 2.º Clasificado |

### Partidos y goles con la selección nacional
| Fecha      | Lugar           | Local          | Resultado | Visitante         | Competición                                     | Goles  |
| ---------- | --------------- | -------------- | --------- | ----------------- | ----------------------------------------------- | ------ |
| 16-05-2008 | Selangor        | Chile Sub-23   | 5-1       | Togo Sub-23       | Copa Intercontinental de Malasia Sub-23 de 2008 | [ 11 ] |
| 18-05-2008 | Selangor        | Chile Sub-23   | 1-2       | Australia Sub-23  | Copa Intercontinental de Malasia Sub-23 de 2008 | -      |
| 20-05-2008 | Selangor        | Chile Sub-23   | 1-0       | Croacia Sub-23    | Copa Intercontinental de Malasia Sub-23 de 2008 | -      |
| 23-05-2008 | Selangor        | Chile Sub-23   | 1-2       | Nigeria Sub-23    | Copa Intercontinental de Malasia Sub-23 de 2008 | -      |
| 04-06-2008 | Rancagua        | Chile          | 2-0       | Guatemala         | Amistoso                                        | -      |
| 07-06-2008 | Valparaíso      | Chile          | 0-0       | Panamá            | Amistoso                                        | -      |
| 19-06-2008 | Puerto La Cruz  | Venezuela      | 2-3       | Chile             | Eliminatorias Sudamericanas 2010                | -      |
| 18-01-2009 | Fort Lauderdale | Honduras       | 2-0       | Chile             | Amistoso                                        | -      |
| 29-05-2009 | Chiba           | Chile          | 1-1       | Bélgica           | Copa Kirin 2009                                 | -      |
| 20-01-2010 | Coquimbo        | Chile          | 2-1       | Panamá            | Amistoso                                        | -      |
| 05-05-2010 | Iquique         | Chile          | 2-0       | Trinidad y Tobago | Amistoso                                        | -      |
| 22-01-2011 | Carson          | Estados Unidos | 1-1       | Chile             | Amistoso                                        | -      |
| Total      |                 | Presencias     | 12        |                   | Goles                                           | 1      |

## Estadísticas

### Clubes
| Club                          | Div.          | Temporada     | Liga  | Liga  | Liga   | Copas nacionales | Copas nacionales | Copas nacionales | Torneos internacionales | Torneos internacionales | Torneos internacionales | Total | Total | Total  | Media goleadora |
| Club                          | Div.          | Temporada     | Part. | Goles | Asist. | Part.            | Goles            | Asist.           | Part.                   | Goles                   | Asist.                  | Part. | Goles | Asist. | Media goleadora |
| ----------------------------- | ------------- | ------------- | ----- | ----- | ------ | ---------------- | ---------------- | ---------------- | ----------------------- | ----------------------- | ----------------------- | ----- | ----- | ------ | --------------- |
| Deportes Concepción · Chile   | 2.ª           | 2004          | 20    | 3     | 3      | —                | —                | —                | —                       | —                       | —                       | 20    | 3     | 3      | 0.15            |
| Deportes Concepción · Chile   | 1.ª           | 2005          | 6     | 0     | 0      | —                | —                | —                | —                       | —                       | —                       | 6     | 0     | 0      | 0.00            |
| Ñublense · Chile              | 2.ª           | 2006          | 8     | 0     | 1      | —                | —                | —                | —                       | —                       | —                       | 8     | 0     | 1      | 0.00            |
| Ñublense · Chile              | Total club    | Total club    | 8     | 0     | 1      | 0                | 0                | 0                | 0                       | 0                       | 0                       | 8     | 0     | 1      | 0.00            |
| Deportes Concepción B · Chile | 3.ª           | 2006          | 7     | 7     | 3      | —                | —                | —                | —                       | —                       | —                       | 7     | 7     | 3      | 1               |
| Deportes Concepción B · Chile | Total club    | Total club    | 7     | 7     | 3      | 0                | 0                | 0                | 0                       | 0                       | 0                       | 7     | 7     | 3      | 1               |
| Deportes Concepción · Chile   | 1.ª           | 2007          | 34    | 5     | 5      | —                | —                | —                | —                       | —                       | —                       | 34    | 5     | 5      | 0.15            |
| Deportes Concepción · Chile   | 1.ª           | 2008          | 18    | 10    | 2      | —                | —                | —                | —                       | —                       | —                       | 18    | 10    | 2      | 0.56            |
| Colo-Colo · Chile             | 1.ª           | 2008          | 22    | 8     | 5      | 1                | 0                | 0                | —                       | —                       | —                       | 23    | 8     | 5      | 0.35            |
| Colo-Colo · Chile             | 1.ª           | 2009          | 15    | 0     | 3      | 2                | 0                | 0                | 1                       | 0                       | 0                       | 18    | 0     | 3      | 0.00            |
| Huachipato · Chile            | 1.ª           | 2010          | 28    | 4     | 6      | 4                | 2                | 0                | —                       | —                       | —                       | 32    | 6     | 6      | 0.19            |
| Huachipato · Chile            | Total club    | Total club    | 28    | 4     | 6      | 4                | 2                | 0                | 0                       | 0                       | 0                       | 32    | 6     | 6      | 0.19            |
| Colo-Colo · Chile             | 1.ª           | 2011          | 10    | 1     | 1      | —                | —                | —                | 1                       | 0                       | 0                       | 11    | 1     | 1      | 0.09            |
| Colo-Colo · Chile             | Total club    | Total club    | 47    | 9     | 9      | 3                | 0                | 0                | 2                       | 0                       | 0                       | 52    | 9     | 9      | 0.17            |
| Universidad Católica · Chile  | 1.ª           | 2011          | 7     | 0     | 0      | 5                | 1                | 1                | 2                       | 0                       | 0                       | 14    | 1     | 1      | 0.07            |
| Universidad Católica · Chile  | 1.ª           | 2012          | 8     | 3     | 2      | 4                | 1                | 1                | 5                       | 1                       | 0                       | 17    | 5     | 3      | 0.29            |
| Universidad Católica · Chile  | Total club    | Total club    | 15    | 3     | 2      | 9                | 2                | 2                | 7                       | 1                       | 0                       | 31    | 6     | 4      | 0.19            |
| FC Oțelul Galați · Rumania    | 1.ª           | 2013          | 6     | 0     | 0      | —                | —                | —                | —                       | —                       | —                       | 6     | 0     | 0      | 0.00            |
| FC Oțelul Galați · Rumania    | Total club    | Total club    | 6     | 0     | 0      | 0                | 0                | 0                | 0                       | 0                       | 0                       | 6     | 0     | 0      | 0.00            |
| Dorados de Sinaloa · México   | 2.ª           | 2013          | 5     | 0     | 0      | —                | —                | —                | —                       | —                       | —                       | 5     | 0     | 0      | 0.00            |
| Dorados de Sinaloa · México   | Total club    | Total club    | 5     | 0     | 0      | 0                | 0                | 0                | 0                       | 0                       | 0                       | 5     | 0     | 0      | 0.00            |
| Argentinos Juniors Argentina  | 2.ª           | 2014          | 1     | 0     | 0      | —                | —                | —                | —                       | —                       | —                       | 1     | 0     | 0      | 0.00            |
| Argentinos Juniors Argentina  | Total club    | Total club    | 1     | 0     | 0      | 0                | 0                | 0                | 0                       | 0                       | 0                       | 1     | 0     | 0      | 0.00            |
| Nueva Chicago Argentina       | 1.ª           | 2015          | 7     | 0     | 1      | 1                | 0                | 0                | —                       | —                       | —                       | 8     | 0     | 1      | 0.00            |
| Nueva Chicago Argentina       | Total club    | Total club    | 7     | 0     | 1      | 1                | 0                | 0                | 0                       | 0                       | 0                       | 8     | 0     | 1      | 0.00            |
| Audax Italiano · Chile        | 1.ª           | 2016          | 7     | 0     | 0      | —                | —                | —                | —                       | —                       | —                       | 7     | 0     | 0      | 0.00            |
| Audax Italiano · Chile        | Total club    | Total club    | 7     | 0     | 0      | 0                | 0                | 0                | 0                       | 0                       | 0                       | 7     | 0     | 0      | 0.00            |
| Brunei DPMM FC Singapur       | 1.ª           | 2017          | 9     | 2     | 4      | 2                | 0                | 0                | —                       | —                       | —                       | 11    | 2     | 4      | 0.18            |
| Brunei DPMM FC Singapur       | Total club    | Total club    | 9     | 2     | 4      | 2                | 0                | 0                | 0                       | 0                       | 0                       | 11    | 2     | 4      | 0,18            |
| Hilal Al-Quds Palestina       | 1.ª           | 2018          | 8     | 0     | 0      | 1                | 1                | 0                | —                       | —                       | —                       | 9     | 1     | 0      | 0.11            |
| Hilal Al-Quds Palestina       | Total club    | Total club    | 8     | 0     | 0      | 1                | 1                | 0                | 0                       | 0                       | 0                       | 9     | 1     | 0      | 0.11            |
| Naval · Chile                 | 3.ª           | 2019          | —     | —     | —      | —                | —                | —                | —                       | —                       | —                       | 0     | 0     | 0      | 0.00            |
| Naval · Chile                 | Total club    | Total club    | 0     | 0     | 0      | 0                | 0                | 0                | 0                       | 0                       | 0                       | 0     | 0     | 0      | 0.00            |
| Deportes Concepción · Chile   | 3.ª           | 2020-21       | 21    | 4     | 2      | —                | —                | —                | —                       | —                       | —                       | 21    | 4     | 2      | 0.19            |
| Deportes Concepción · Chile   | Total club    | Total club    | 99    | 22    | 12     | 0                | 0                | 0                | 0                       | 0                       | 0                       | 99    | 22    | 12     | 0.22            |
| General Velásquez · Chile     | 3.ª           | 2022          | 6     | 1     | 1      | —                | —                | —                | —                       | —                       | —                       | 6     | 1     | 1      | 0.17            |
| General Velásquez · Chile     | Total club    | Total club    | 6     | 1     | 1      | 0                | 0                | 0                | 0                       | 0                       | 0                       | 6     | 1     | 1      | 0.17            |
| Total carrera                 | Total carrera | Total carrera | 246   | 47    | 38     | 20               | 5                | 2                | 9                       | 1                       | 0                       | 275   | 53    | 40     | 0.19            |
| 1. 2. 3.                      |               |               |       |       |        |                  |                  |                  |                         |                         |                         |       |       |        |                 |

### Selecciones
| Selección      | Temporada     | Amistosos | Amistosos | Amistosos | Sudamérica | Sudamérica | Sudamérica | Mundial | Mundial | Mundial | Total | Total | Total  | Media goleadora |
| Selección      | Temporada     | Part.     | Goles     | Asist.    | Part.      | Goles      | Asist.     | Part.   | Goles   | Asist.  | Part. | Goles | Asist. | Media goleadora |
| -------------- | ------------- | --------- | --------- | --------- | ---------- | ---------- | ---------- | ------- | ------- | ------- | ----- | ----- | ------ | --------------- |
| Sub-23 · Chile | 2008          | 4         | 1         | 3         | —          | —          | —          | —       | —       | —       | 4     | 1     | 3      | 0.25            |
| Sub-23 · Chile | Total         | 4         | 1         | 3         | 0          | 0          | 0          | 0       | 0       | 0       | 4     | 1     | 3      | 0.25            |
| Adulta · Chile | 2008          | 2         | 0         | 0         | 1          | 0          | 0          | —       | —       | —       | 3     | 0     | 0      | 0.00            |
| Adulta · Chile | 2009          | 2         | 0         | 0         | —          | —          | —          | —       | —       | —       | 2     | 0     | 0      | 0.00            |
| Adulta · Chile | 2010          | 2         | 0         | 2         | —          | —          | —          | —       | —       | —       | 2     | 0     | 2      | 0.00            |
| Adulta · Chile | 2011          | 1         | 0         | 0         | —          | —          | —          | —       | —       | —       | 1     | 0     | 0      | 0.00            |
| Adulta · Chile | Total         | 7         | 0         | 2         | 1          | 0          | 0          | 0       | 0       | 0       | 8     | 0     | 2      | 0.00            |
| Total carrera  | Total carrera | 11        | 1         | 5         | 1          | 0          | 0          | 0       | 0       | 0       | 12    | 1     | 5      | 0.08            |
| 1.             |               |           |           |           |            |            |            |         |         |         |       |       |        |                 |

### Resumen estadístico
| Competición               | Partidos | Goles | Promedio | Asistencias | Promedio | G y A | Promedio |
| ------------------------- | -------- | ----- | -------- | ----------- | -------- | ----- | -------- |
| Primera División de Chile | 185      | 33    | 0.18     | 29          | 0.16     | 62    | 0.34     |
| Primera B de Chile        | 34       | 3     | 0.09     | 4           | 0.12     | 7     | 0.21     |
| Segunda División de Chile | 28       | 11    | 0.39     | 5           | 0.18     | 16    | 0.57     |
| Copas nacionales          | 20       | 5     | 0.25     | 2           | 0.1      | 7     | 0.35     |
| Copas internacionales     | 9        | 1     | 0.11     | 0           | 0.00     | 1     | 0.11     |
| Selección adulta          | 8        | 0     | 0.00     | 2           | 0.25     | 2     | 0.25     |
| Selección sub-23          | 4        | 1     | 0.25     | 3           | 0.75     | 4     | 1        |
| Total                     | 288      | 54    | 0.19     | 45          | 0.16     | 99    | 0.34     |

### Tripletes
| Partidos en los que anotó tres o más goles | Partidos en los que anotó tres o más goles | Partidos en los que anotó tres o más goles | Partidos en los que anotó tres o más goles | Partidos en los que anotó tres o más goles | Partidos en los que anotó tres o más goles | Partidos en los que anotó tres o más goles |
| N.º                                        | Fecha                                      | Estadio                                    | Partido                                    | Goles                                      | Resultado                                  | Competición                                |
| ------------------------------------------ | ------------------------------------------ | ------------------------------------------ | ------------------------------------------ | ------------------------------------------ | ------------------------------------------ | ------------------------------------------ |
| 1                                          | 8 de octubre de 2006                       | Municipal Arauco, Arauco                   | Deportivo Arauco - Deportes Concepción B   |                                            | 1 - 6                                      | Tercera División de Chile 2006             |

## Palmarés

### Campeonatos nacionales
| Título                    | Club                 | País      | Año    |
| ------------------------- | -------------------- | --------- | ------ |
| Primera División de Chile | Colo-Colo            | Chile     | 2008-C |
| Primera División de Chile | Colo-Colo            | Chile     | 2009-C |
| Copa Chile                | Universidad Católica | Chile     | 2011   |
| Supercopa Palestina       | Hilal Al-Quds        | Palestina | 2018   |